# Caroline Roose
Caroline Roose (ur. 10 listopada 1968 w Ostendzie) – belgijska polityk i działaczka społeczna, reprezentująca Francję posłanka do Parlamentu Europejskiego IX kadencji.

## Życiorys
Zawodowo związana z Francją. Podjęła pracę jako specjalistka na rynku nieruchomości. Zaangażowana w działalność organizacji społecznych w departamencie Alpy Nadmorskie. Objęła funkcję jednego z sekretarzy krajowych ekologicznego ugrupowania Alliance écologiste indépendante. W wyborach w 2019 z listy zorganizowanej przez partię Europe Écologie-Les Verts uzyskała mandat posłanki do Parlamentu Europejskiego IX kadencji.